# Claude de Vin des Œillets

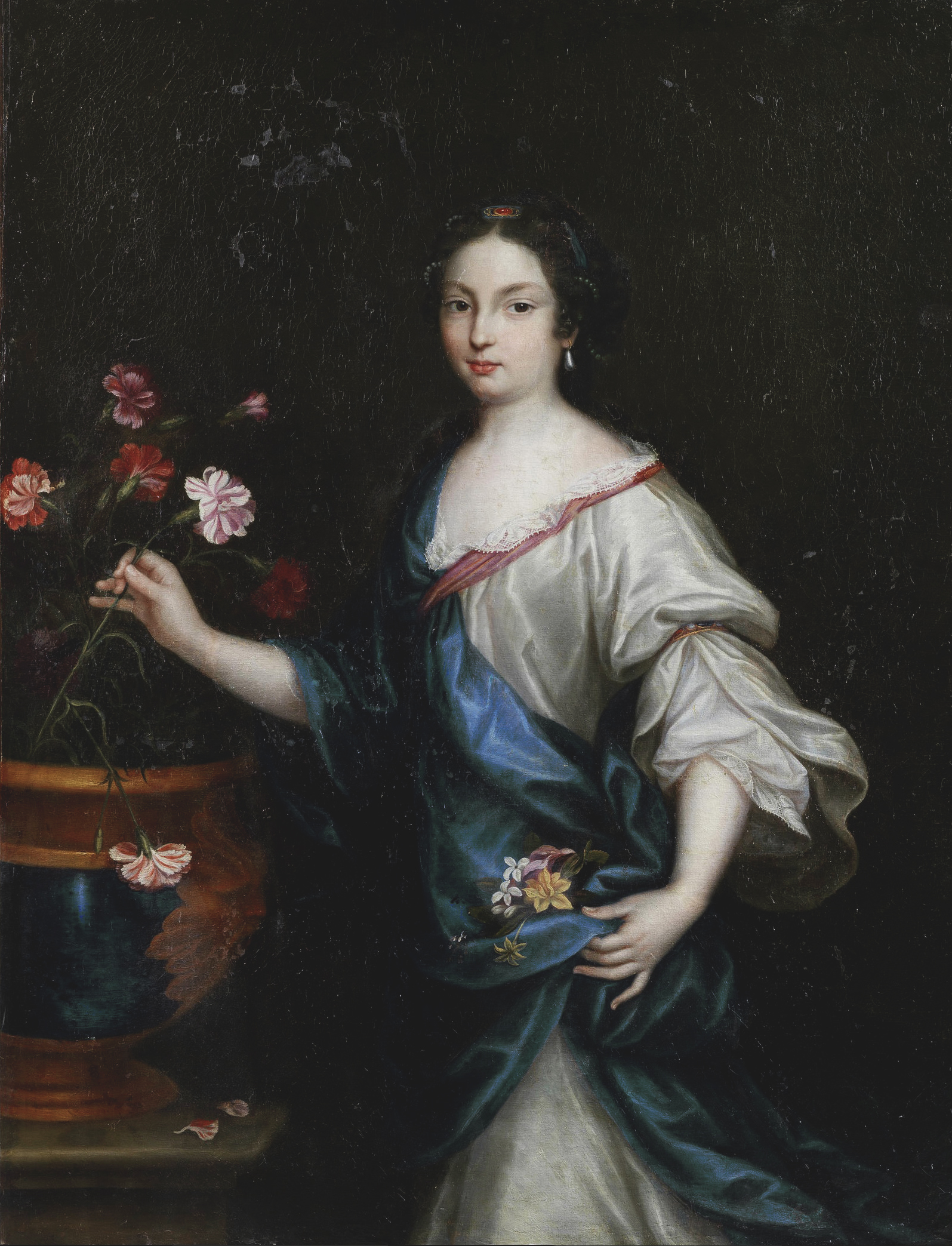
Claude de Vin des Œillets

Claude de Vin, Mademoiselle des Œillets, cunoscută ca Mademoiselle des Œillets, (1637 – mai 1687) a fost metresa regelui Ludovic al XIV-lea al Franței și companioana metresei oficiale,  Madame de Montespan.  Este cunoscută pentru implicarea ei în Afacerea Otrăvurilor (1679–1680).
Claude de Vin a fost fiica unui cuplul de comedianți, Nicolas de Vin și Alix Faviot, mai cunoscuți sub numele lor de scenă, Des Œillets. De la o vârstă fragedă, Claude de Vin a cunoscut deci viața nomadă, viața părinților ei. Claude de Vin a fost considerată cea mai bună actriță tragică a anilor 1660, timp în care a jucat roluri principale în câteva tragedii ale lui Pierre Corneille (Sertorius, Sophonisbe, Otto) și Jean Racine. 
În 1668, sub protecția ducelui Gabriel de Rochechouart de Mortemart, din familia de Rochechouart de Mortemart, Claude de Vin a intrat în serviciul marchizei de Montespan, născută Françoise (Athénaïs) de Rochechouart de Mortemart. Madame de Montespan, la inițiativa mamei sale, s-a apropiat de regina Franței, Maria Tereza de Austria, soția regelui Ludovic al XIV-lea. Marchiza de Montespan a sfârșit prin a deveni doamnă de onoare a reginei.
La sfârșitul anului 1666, favorita Louise de la Vallière a căzut în dizgrație, și următoarea favorită a regelui a devenit Madame de Montespan.
Claude de Vin a avut o fiică cu regele Ludovic al XIV-lea, Louise de Maisonblanche (17 iunie 1676 – 12 septembrie 1718), pe care regele n-a recunoscut-o însă.